# Vivo Tennis Cup
A Vivo Tennis Cup é um torneio tênis, que fez parte da série ATP Challenger Tour, realizado em 2016, em piso de saibro, no Rio de Janeiro, Brasil.

## Edições

### Simples
| Ano  | Campeões       | Finalistas       | Placar        | Ref.  |
| ---- | -------------- | ---------------- | ------------- | ----- |
| 2016 | Facundo Bagnis | Guilherme Clezar | 6–4, 4–6, 6–2 | [ 1 ] |

### Duplas
| Ano  | Campeões                | Finalistas                                  | Placar        | Ref.  |
| ---- | ----------------------- | ------------------------------------------- | ------------- | ----- |
| 2016 | Gastão Elias André Ghem | Jonathan Eysseric Miguel Ángel Reyes-Varela | 6–4, 7–6(7–2) | [ 2 ] |